# سامسونگ گلکسی اس۲
سامسونگ گلکسی اس۲ (به انگلیسی: Samsung Galaxy S II) با نام فنی سامسونگ آی۹۱۰۰ (به انگلیسی: Samsung I9100) یک گوشی هوشمند رده بالای اندرویدی، از سری گلکسی اس، محصولی از سامسونگ الکترونیکس است که در ۱۳ فوریهٔ ۲۰۱۱ در کنگرهٔ جهانی موبایل از سوی همین شرکت معرفی و از ماه می همان سال به بازار عرضه شد.

## ویژگی‌های اصلی

### شبکه
- پشتیبانی چهاربانده از GSM و سه بانده از 3G
- پشتیبانی از HSDPA با سرعت ۲۱ مگابیت بر ثانیه و HSUPA با سرعت ۵٫۷۶ مگابیت بر ثانیه

### سخت‌افزار
- صفحهٔ نمایش تمام لمسی خازنی ۴٫۳ اینچی سوپر آمولد با قابلیت نمایش ۱۶ میلیون رنگ و پشتیبانی از تفکیک‌پذیری ۴۸۰×۸۰۰ پیکسل
- پردازنده دو هسته‌ای ۱٫۲ گیگاهرتزی کورتکس-ای۹، پردازنده گرافیکی چهارهسته‌ای مالی-۴۰۰، تراشهٔ اکسینوس و یک گیگابایت حافظه رم
- دوربین ۸ مگاپیکسلی با لنز واید و فوکوس خودکار، فلاش LED، قابلیت فوکوس لمسی، سیستم تشخیص چهره، لبخند و چشمک و قابلیت ژئوتگینگ
- ضبط ویدئویی ۱۰۸۰پی با نرخ ۳۰ فریم بر ثانیه
- دوربین ثانویه دو مگاپیکسلی برای برقراری تماس‌های ویدئویی
- پشتیبانی دو بانده از وای-فای به‌همراه DLNA و Wi-Fi Hotspot و Wi-FI Direct
- سامانه موقعیت‌یاب جهانی (GPS) به‌همراه عملکرد AGPS، قطب‌نمای دیجیتال
- حافظه داخلی ۱۶ یا ۳۲ گیگابایت، درگاه کارت حافظه مایکرو اس‌دی (با قابلیت ارتقا تا ۳۲ گیگابایت)
- سنسورهای شتاب سنج، ژیروسکوپ و مجاورت
- سوکت صوتی استاندارد ۳٫۵ میلی متری
- امکان شارژ از طریق پورت مایکرو یواس‌بی با قابلیت یواس‌بی او تی جی، و تبدیل آن به خروجی تلویزیون با پشتیبانی از پخش ویدیوهای کیفیت فول‌اچ‌دی با استفاده از MHL
- بلوتوث استریو نسخه ۳ + A2DP و HS (قابلیت سرعت بالا)
- رادیو اف ام

### نرم‌افزار
- سیستم‌عامل اندروید نسخهٔ ۲٬۳٬۴ به‌همراه رابط کاربری تاچ‌ویز، قابلیت ارتقا به اندروید ۴٬۰ و ۴٬۱.
- نرم‌افزار Allshare برای استفاده از قابلیت DLNA در وای-فای
- ویرایشگر اسناد آفیس
- نصب بودن پیش فرض مدیریت فایل‌ها (فایل منیجر)
- حذف کردن نویز در مکالمه

#### پشتیبانی نرم‌افزاری
شرکت سامسونگ این گوشی را همراه با نسخه ۲٬۳ سیستم‌عامل اندروید در می ۲۰۱۱ عرضه کرد. پس از آن در ماه مارس ۲۰۱۲ به‌روزرسانی اندروید نسخه ۴٬۰ معروف به بستنی حصیری (به انگلیسی: Ice Cream Sandwich) را دریافت کرد. پس از آن شرکت سامسونگ در اوت ۲۰۱۲ اعلام کرد که این دستگاه بزودی بروزرسانی دیگری برای ارتقا به اندروید نسخه ۴٬۱ دریافت می‌کند.